# Zjytomyrska (metrostation)
Zjytomyrska (Oekraïens: Житомирська, ⓘ) is een station van de metro van Kiev. Het station werd geopend op 24 mei 2003 als deel van de voorlopig laatste verlenging van de Svjatosjynsko-Brovarska-lijn. Het metrostation bevindt zich onder de Prospekt Peremohy (Overwinningslaan) in het westen van Kiev. Zijn naam dankt station Zjytomyrska aan de West-Oekraïense stad Zjytomyr, een van de steden waarnaar de hoofdweg waaronder het gelegen is leidt.
Het station is ondiep gelegen en beschikt over een perronhal met een gewelfd plafond. Zowel de wanden als de vloer zijn afgewerkt met rood en wit marmer. In de wanden zijn bogen aangebracht waaronder de naam van het station wordt vermeld. De uitgangen van het metrostation zijn verbonden met voetgangerstunnels die leiden naar de Prospekt Peremohy en de Voelytsja Semasjka.